# Simon the Sorcerer 4: Chaos Happens
Simon the Sorcerer 4: Chaos Happens — компьютерная игра в жанре квеста, разработанная компанией Silver Style Entertainment для платформы Windows и выпущенная компанией RTL Enterprises в феврале 2007 года в Германии.

## Сюжет
Саймон спорит со своим младшим братом и после удара по голове пультом дистанционного управления, у него происходит видение с участием Аликс (полногрудой дочери Каллипсо), сказавшей ему, что волшебное королевство в опасности.
Саймон сразу же начинает собираться для путешествия в волшебное измерение, чтобы провести расследование. По прибытии он встречает однозначно находящуюся в беде Аликс, которая не только не знает, о какой опасности было сказано герою, но и считает, что была знакома с Саймоном уже несколько месяцев (или, по крайней мере с конца «Simon the Sorcerer 3D») и хочет побыстрее избавиться от него, так как с ним слишком скучно.
Что происходит? Получается, что у Саймона есть двойник!

## Отзывы
Eurogamer признал, что игра в целом сильно улучшилась по сравнению с предыдущими частями, но временами бывает слишком упрощённой. Metacritic выставил игре среднюю оценку в 50 из 100 баллов.